# Sandro Palmieri (attore cinematografico)
Sandro Palmieri (fl. XX secolo) è stato un attore italiano.

## Biografia
È stato attivo nel cinema essenzialmente negli anni trenta e quaranta.
Ha interpretato il ruolo di Vincenzo Bellini nel film del 1935 Casta Diva, per la regia di Carmine Gallone.

## Filmografia

Sandro Palmieri in Casta Diva 1935

- Lorenzino de' Medici, regia di Guido Brignone (1935)[1]
- Casta Diva, regia di Carmine Gallone (1935)
- Ma non è una cosa seria!, regia di Mario Camerini (1936)
- Il diario di una stella, regia di Domenico Valinotti (1940)